# 町のそばの氷上の情景
『町のそばの氷上の情景』（まちのそばのひょうじょうのじょうけい、英: A Scene on the Ice near a Town）、または『城のそばの氷上に群衆のいる風景』（しろのそばのひょうじょうにぐんしゅうのいるふうけい、蘭: Winterlandschap met veel figuren met op de rechteroever een kasteel、英: Winter Landscape with a Crowd on the Ice near a Castle）は、17世紀のオランダ絵画黄金時代の画家ヘンドリック・アーフェルカンプが1615年ごろ、板上に油彩で制作した絵画である。画面下部中央に「HA」という画家の署名が記されている。作品は1896年に購入されて以来、ロンドン・ナショナル・ギャラリーに所蔵されている。

## 作品
冬景色を最初に描いたのは、ブルゴーニュの写本画家たちであった。次いで、16世紀のフランドルの画家ピーテル・ブリューゲルとその追随者たちが、この主題を油彩画や版画に取り上げた。

ピーテル・ブリューゲル『鳥罠のある冬景色』 (1565年)、ベルギー王立美術館、ブリュッセル

17世紀の北ヨーロッパには小氷河期が訪れた。オランダの川や運河は凍てつき、人々は仕事、レジャー、事故などのために氷上に赴いた。画家のアーフェルカンプも氷上に赴き、彼の生涯の作品は出来事に満ちた冬景色を描いている。アーフェルカンプは冬の情景に描いた人々の中で育ち、彼らを知っていた。なお、アーフェルカンプが描いた冬景色は非常に生き生きとしており、戸外で制作されたように見えるが、この時代の入念に仕上げられた絵画の常として、アトリエで制作されたものである。また、実在する景色を描いているわけでもない。
本作の右側には赤レンガでできた大きな小屋のような建物が見えるが、おそらくビール醸造所である。その前の、光に最も明るく照らされた場所には老人がおり、彼は膝に毛布を掛けて椅子に腰かけている。彼はしばしば老人して表される冬の擬人像であるといわれており、寒さを問題にしていないように見える。一方、画面前景左側の氷の中で動かない小舟に乗った若い女は、手が冷えないよう黒いエプロンの中に入れ、身を縮めている。前景左端では、粋な装いの男女が新しい服装を見せびらかしている。前景中央右寄りには馬か牛の頭蓋骨がある。これは、地上的な快楽の終焉を意味しているのかもしれない。
景色は、橋の左にある建物の後方で開けている。遠方の男たちは、ゴルフの前身である「コルフ」に興じている。画面左寄りの、そのやや手前では母親が屈んで、小さな橇に子供たちを載せている。一方、橇の綱を持った父親は別のところを見ている。転んだ若い女がおり、帽子を落とした彼女の髪の毛は乱れている。外套を頭からかぶった男が彼女を指差しながら小走りでやってきている。転んだ若い女の左側を、立派な身なりの女たちが馬に引かれた橇に乗って通り過ぎている。橋の横の建物のそばでは、わずかな獲物のついた長い釣り竿を肩に担いだ男が家路を急ぐ。彼の背後には、釣りのために氷に開けられた四角い穴が見える。
遠方左寄りには、赤、白、青の旗が翻っている。1609年の休戦条約によってスペインの支配から新たに独立したオランダ共和国の旗である。当時の多くの画家同様、アーフェルカンプは、彼の作品を絵画市場で買う市民たちに訴えるためにオランダの旗を描いた。彼らの家庭に掛けられたアーフェルカンプの絵画は娯楽のためだけではなく、愛国的な誇りとともに眺められた。さまざま度合いの赤、白、青の旗の色調が本作を特徴づけており、画家はそれに黒だけを加えたように見える。この絵画に描かれているのは、オランダの旗のもと、全階層の人々がひとつになっている様子なのである。